# Притыка (мыс)
Притыка — мыс на западном берегу Кольского залива Баренцева моря. Находится в южной части залива, между мысами Створный и Дровяной. Относится к отдалённой части Дровяное Первомайского округа города Мурманска.
Средний многолетний уровень Кольского залива около мыса Притыка равен — 2,17 м от наинизшего теоретического уровня.
В конце 60-х годов XX века на мысе осуществлялись основные работы по монтажу плотины Кислогубской ПЭС — первой и единственной приливной электростанции в СССР и России. К северу от мыса для этих целей был вырыт котлован глубиной 8 м, обустроен док. Затем электростанция была отбуксирована по морю в Кислую губу.